# پل راجرز (سیاستمدار)
پل راجرز (انگلیسی: Paul Rogers; ۴ ژوئن ۱۹۲۱ – ۱۳ اکتبر ۲۰۰۸) سیاستمدار اهل ایالات متحده آمریکا بود.
وی همچنین برندهٔ جوایزی همچون نشان ستاره برنزی شده‌است.